# Löchlesgraben (Erlenbach)
Der Löchlesgraben ist ein 1,1 km langer, orografisch linker Nebenfluss des Erlenbachs in den baden-württembergischen Gemeinden Neulingen und Ölbronn-Dürrn im Enzkreis. 

## Geographie
Der Bach entspringt etwa 750 m östlich von Göbrichen auf einer Höhe von 331 m ü. NHN. Zunächst in überwiegend südliche Richtungen fließend, knickt der Lauf nach etwa 500 m Fließstrecke nach Osten ab. Wo er die B 294 erreicht, wird der Bach an ihr entlang nach Süden umgelenkt, um wenig später auf 306 m ü. NHN in den Erlenbach zu münden. Die Mündung liegt am Durchlass des Erlenbachs, der hier die Bundesstraße in Richtung Osten unterquert. Der Höhenunterschied zwischen Quelle und Mündung beträgt etwa 25 m, was einem mittleren Sohlgefälle von rund 22,3 ‰ entspricht.